# Sensorisk nerve
En sensorisk nerve/neuron er en nerve der bærer sensorisk information mod centralnervesystemet (CNS). Der er en indkapslet, kable-agtig bundt af afferente nervefibre (sensoriske neuroner axoner ) i det perifere nervesystem (PNS). Disse fibre forbinder sensoriske receptorer på kroppens overflade eller i vævet til relevant processer i CNS. Sensoriske nerver er ofte parret med motorneuroner, der er bundter af efferente nervefibre der løber fra CNS til PNS. Stimuli skaber nerveimpulser i receptorerne og ændrer potentialerne, der kenders som sensorisk transduktion.